# قهرمانی ویمبلدون ۲۰۰۹

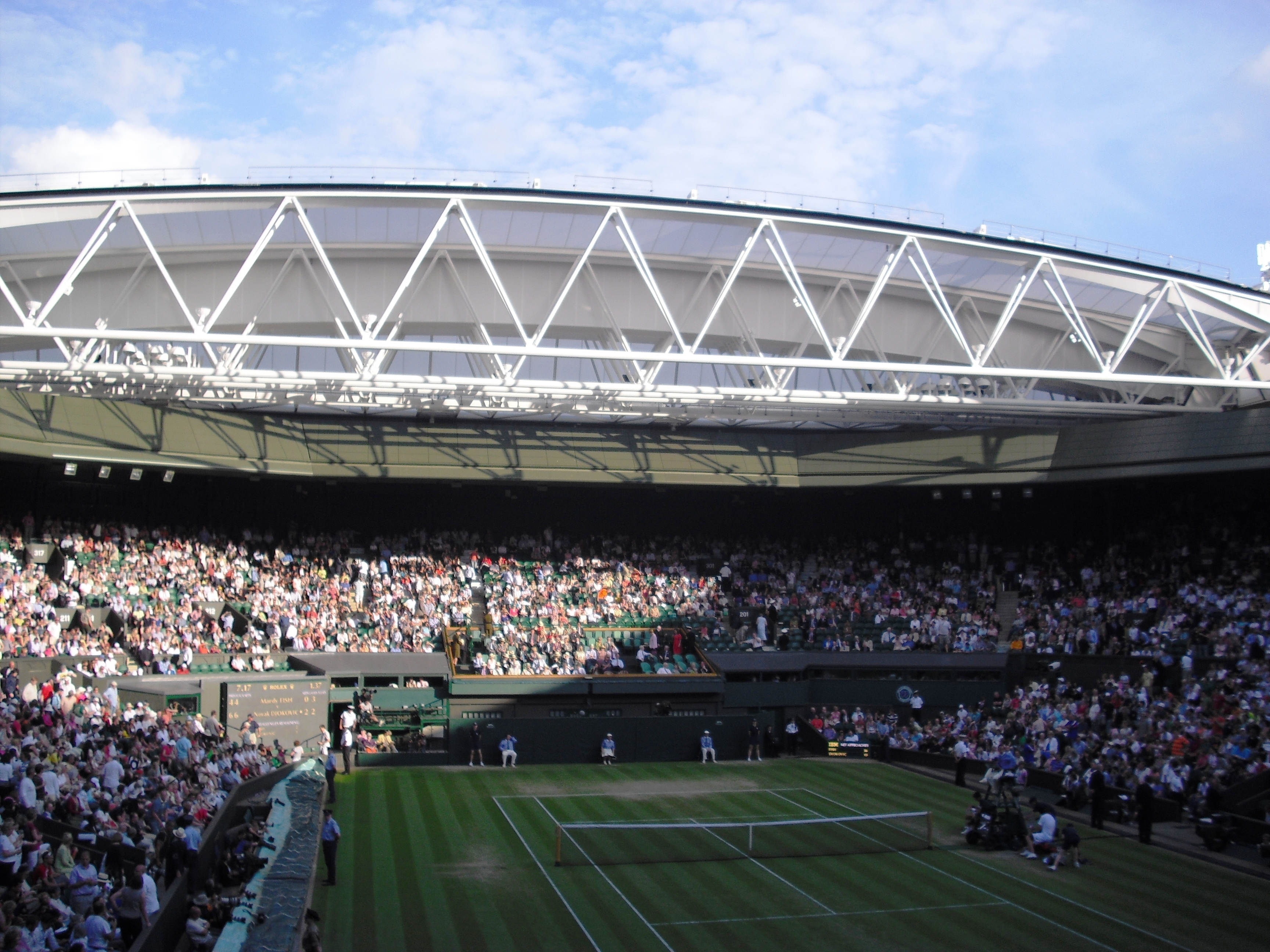
استادیوم مسابقات ویمبلدون